# Pistulina
Pistulina is een geslacht van vliesvleugeligen uit de familie Encyrtidae. De wetenschappelijke naam van dit geslacht is voor het eerst geldig gepubliceerd in 1976 door Hoffer.

## Soorten
Het geslacht Pistulina is monotypisch en omvat slechts de volgende soort:
- Pistulina albiclavata Hoffer, 1976